# Phantom Traveler
Phantom Traveler is de vierde aflevering van de televisieserie Supernatural, die voor het eerst werd uitgezonden op The WB Television Network op 5 oktober 2005. De aflevering is geschreven door Richard Hatem en geregisseerd door Robert Singer.

## Verhaallijn
Dean wordt gebeld door een oude bekende, Jerry Panowski, die hij en John een paar jaar geleden hebben geholpen met een klopgeest. Jerry is luchtverkeersleider, en hij belt omdat een vliegtuig dat werd bestuurd door zijn vriend Chuck Lambert is neergestort zonder duidelijke oorzaak. Jerry heeft iets gevonden wat klinkt als een EVP op de cockpitvoicerecorder. Na de opnamen wat op te schonen horen Sam en Dean een stem zeggen "geen overlevenden", er zijn echter zeven overlevenden. Sam en Dean spreken met een van de overlevenden, Max Jaffey, die zich op heeft laten nemen in een psychiatrische instelling. Hij beweert dat hij een passagier met zwarte ogen de deur van de vliegtuig open heeft zien maken, terwijl de druk op die deur meer dan 2 ton was. Ze bezoeken de vrouw van George Phelps, de passagier die Max zag. Ze komen niets relevants te weten, dus besluiten ze het wrak te onderzoeken.
Door federale agenten te imiteren slagen ze erin bij het vliegtuigwrak te komen. Hun onderzoek onthult sporen van zwavel, en de jongens beginnen te vermoeden dat het om een demonische bezetting gaat. Jerry belt hen later op om te vertellen dat Chuck Lambert omgekomen is in een tweede vliegtuigcrash. De jongens vinden ook zwavel op het tweede wrak en ze ontdekken dat beide vliegtuigen na veertig minuten neer zijn gestort. Ze beseffen dat de demon achter alle overlevenden van de crash aan gaat, en gaan op zoek naar de enige overlevende die in de nabije toekomst gaat vliegen, een stewardess genaamd Amanda Walker. Ze zijn niet in staat om haar ervan te weerhouden om te vliegen, dus moeten zij dezelfde vlucht pakken om de demon te stoppen, maar Dean is niet enthousiast vanwege zijn vliegangst.
De broers beginnen de passagiers te controleren op zwarte ogen, ze ontdekken dat de co-piloot bezeten is. Ze vragen Amanda Walker om te helpen, en lokken hem naar de achterste galerij, waar ze beginnen met de demon uit te drijven. Net voor het ritueel voorbij is, spreekt de demon en onthult dat hij op de hoogte is van de dood van Jess. Eindelijk is het verdreven en het vliegtuig landt veilig. De jongens nemen afscheid van Jerry, die meedeelt dat hij Deans mobiele nummer van de stem van Johns voicemail kreeg. Ze bellen zijn nummer dat voorheen buiten gebruik was en bevestigen dat de voicemail bellers naar Dean leidt. Dit is het eerste teken dat bevestigt dat hun vader nog in leven is.

## Rolverdeling
| Acteur              | Personage       | Opmerkingen |
| ------------------- | --------------- | ----------- |
| Jared Padalecki     | Sam Winchester  |             |
| Jensen Ackles       | Dean Winchester |             |
| Jeffrey Dean Morgan | John Winchester | Stem        |
| Jaime Ray Newman    | Amanda Walker   |             |
| Brian Markinson     | Jerry Panowski  |             |
| Kett Turton         | Max Jaffe       |             |
| Daryl Shuttleworth  | Chuck Lambert   |             |
| Paul Jarrett        | George Phelps   |             |
| Ingrid Tesch        | Bonnie Phelps   |             |
| Geoff Gustafson     | Lou             |             |

## Muziek
“Paranoid” van Black Sabbath

“Working Man” van Rush

"Some Kind of Monster" van Metallica (wordt geneuried door Dean om kalm te worden) 

“Load Rage” van Nichion Sounds Library